# Won Hee-ryong

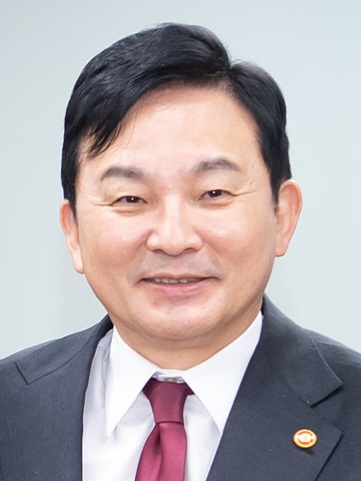
Won Hee-ryong (November 2023)

Won Hee-ryong (* 14. Februar 1964 in Seogwipo, Jeju-do) ist ein südkoreanischer Politiker der Gungminui-him, der zwischen Juli 2014 bis August 2021 als Gouverneur der Provinz Jeju-do amtierte. Vom 13. Mai 2022 bis zum 22. Dezember 2023 war er Minister für Land, Infrastruktur und Transport im Kabinett Yoon Suk-yeol.

## Werdegang
Won studierte Rechtswissenschaften an der Seoul National University. Die anwaltliche Zulassungsprüfung legte er 1992 ab und war dabei landesweit der beste Absolvent. Zwischen 2000 und 2012 war er Abgeordneter für den Seouler Yangcheon-gu in der Gukhoe. Bei der Präsidentschaftswahl in Südkorea 2007 unterlag Won in der parteiinternen Vorwahl Lee Myung-bak und erhielt lediglich 1,47 % der Stimmen.
Nachdem Won 2012 aus der Gukhoe ausgeschieden war, bewarb er sich 2014 erfolgreich um das Amt des Gouverneurs von Jeju-do. 2018 wurde er als Parteiloser wiedergewählt. Dieses Amt bekleidete er bis 2021.
Won verkündete im Juli 2021 seine Absicht, der Präsidentschaftskandidat seiner Partei für Wahl 2022 zu werden und trat im August 2021 von seinem Gouverneursamt zurück, um sich auf die Vorwahlen zu konzentrieren. In seiner Bewerbung versprach er die Politik der Regierung Moon Jae-ins zu beenden. Won sprach sich auch dafür aus, nicht die erfolglosen Kandidaten der Präsidentschaftswahl 2017 erneut zu nominieren, womit er Hong Joon-pyo und Yoo Seong-min indirekt kritisierte.